# Station Stronno
Station Stronno is een spoorwegstation in de Poolse plaats Stronno.